# Ragan (Nebraska)
Ragan je selo u američkoj saveznoj državi Nebraska. Prema popisu stanovništva iz 2010. u njemu je živjelo 38 stanovnika.